# Jettenbach (Pfalz)
Jettenbach ist eine Ortsgemeinde im Landkreis Kusel in Rheinland-Pfalz. Sie gehört der Verbandsgemeinde Lauterecken-Wolfstein an und bildet dort die am weitesten südliche gelegene Ortsgemeinde.

## Geographie

### Lage
Jettenbach liegt im Nordpfälzer Bergland sowie dessen Teilbereich Obere Lauterhöhen und bildet den südlichen Abschluss der Verbandsgemeinde Lauterecken-Wolfstein. Im Norden befindet sich Eßweiler, im Osten liegt Rothselberg und westlich liegt Bosenbach. Zu Jettenbach gehören auch die Wohnplätze Röhlhof, Gangelbornerhof und Korbüsch-Hof.

### Erhebungen und Gewässer
Im Süden der Gemarkung erstreckt sich der Spannagelberg (448,7 m ü. NHN).
Durch die Gemeinde fließt der namensgebende Jettenbach samt dessen Nebenstrang-Oberlauf Rutzenbach und dem Hauptstrang-Oberlauf Selchenbach.

## Geschichte

### Mittelalter

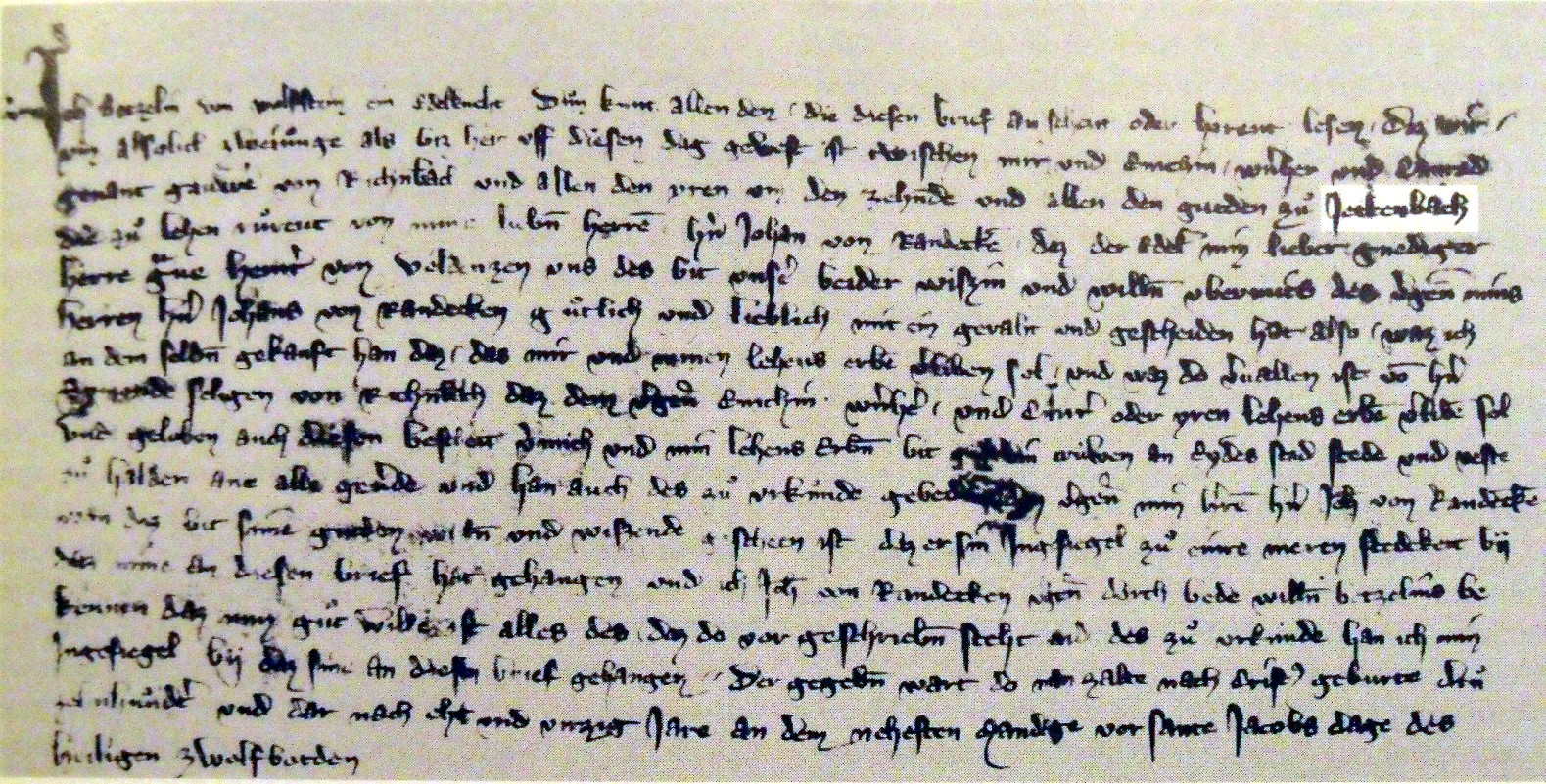
Ersterwähnungsurkunde

Die älteste erhaltene Erwähnung des Ortes stammt von 1348. Er gehörte zur Grafschaft Veldenz. Die Ersterwähnungsurkunde enthält den Text:

„Ich Betzelin von Wolfstein ein Edelknecht dun kunt allen den(en), die diesen brief ansehent oder horent lesen / daz wir um alsolich zweiunge biz her uff diesen dag gewest ist twischen mir und Enichin, Wernher und Cunrad genannt Gauwe(r) von Rich(e)nbach und allen den yren um den zehnde(n) und allen gutden zu Jettenbach die zu lehen rurent von mine(m) lie(e)n Herren(n), H(err)n Johan von Randecke daz der Edel min lieber genediger Herre G(ra)ve Heinr(ich) von Veldenzen uns des bit unse(rer) beider wiszin und will(e)n ubermits des v(or)gen(annten) mins Herren, H(err)n Johans von Randecken gutlich und lieblich mit ein gevaht und gescheiden hat, als waz ich an dem selben gekauft han, daz das mir und minen Lehens erben v(er)bliben sol und waz do(ge)vallen ist vo(n) H(err)n Symondt seligen von Rich(e)nbach daz dem v(or)gen(annten) Enichin, Wu(lf)he(r) und Cun(rad) oder yren Lehens erben v(er)bliben sol und geloben auch diesen Bescheit d(urch) mich und min(e) Lehens Erb(e)n. bit …… wulfen an eydes stad stede und veste zu halten ane alle ger(er)de und han auch des zu urkunde gebeden (den) v(or)gen(annten) min(en) H(e)re(n) H(err)n Joh(ann) von Randecke. wan daz bit si(n)me gutden ….. und wißende gescheen ist, daz er sin Ingesiegel zu einre meren stedekeit bij daz mine an diesem brief hat angehangen und ich Joh(ann) von Randecken v(or)gen(annt) dorch bede willen betzelins bekennen daz min gut willen ist alles des daz da vor geschrieb(e)n steht und des zu urkunde han ich min Ingesiegel bij daz sine an diesen brief gehangen, der gegeb(e) wart do man zalte nach crist geburte druzehnhund(er)t und dar nach eht und v(ier)nzig Jare an dem nehesten Mandage von Sante Jacobs dage des heiligen zwolf botden“

Das Kloster Otterberg war im Ort begütert.

### Neuzeit
Im Zuge des Marburger Vertrags kam der Ort 1543 zu Pfalz-Veldenz. Ab 1694 gehörte Jettenbach zur Kurpfalz.
Von 1798 bis 1814, als die Pfalz Teil der Französischen Republik (bis 1804) und anschließend Teil des Napoleonischen Kaiserreichs war, war der Ort in den Kanton Wolfstein eingegliedert. 1815 gehörte der Jettenbach zunächst zu Österreich. Nach dem Wiener Kongress wurde er ein Jahr später dem Bayern zugeschlagen. Von 1818 bis 1862 gehörte die Gemeinde weiterhin dem Kanton Wolfstein an und war Bestandteil des Landkommissariats Kusel, das anschließend in ein Bezirksamt umgewandelt wurde.
1939 wurde der Ort in den Landkreis Kusel eingegliedert. Nach dem Zweiten Weltkrieg wurde Jettenbach innerhalb der französischen Besatzungszone Teil des damals neu gebildeten Landes Rheinland-Pfalz. Im Zuge der ersten rheinland-pfälzischen Verwaltungsreform wurde Jettenbach 1972 Bestandteil der Verbandsgemeinde Wolfstein. Seit 2014 gehört der Ort zur Verbandsgemeinde Lauterecken-Wolfstein.

### Ortsname
Die erste Silbe des Ortsnamens bezieht sich auf den noch heute am Ortsbach wachsenden Wiesenlolch.
Diesen aus dem althochdeutschen stammenden Namensteil „jetto“ verwendete man damals für Unkraut, bzw. als Pflanzennamen für Wiesenlolch. Ein Personennamen, welcher mit diesem jetto in Verbindung gebracht werden könnte, ist nicht bekannt. So ist anzunehmen, dass die ersten Siedler diesen Lolch ausjäten mussten, um die Wiesen, aber auch den Ortsmittelpunkt urbar zu machen. Diesem Beiwort „jetto“ hängte man noch das Grundwort -bach an. Somit wäre der ursprüngliche Sinn des Ortsnamens als Bach, welcher durch ein mit Wiesenlolch (jetto) bewachsenes Tal fließt, zu erklären.

## Politik

### Gemeinderat
Der Gemeinderat in Jettenbach besteht aus zwölf Ratsmitgliedern, die bei der Kommunalwahl am 9. Juni 2024 in einer Mehrheitswahl gewählt wurden, und dem ehrenamtlichen Ortsbürgermeister als Vorsitzendem.

### Bürgermeister
Karl Mohr wurde am 11. Juli 2024 Ortsbürgermeister von Jettenbach, nachdem er zehn Jahre als Erster Beigeordneter für die Gemeinde aktiv war. Bei der Direktwahl am 9. Juni 2024 war er als einziger Bewerber mit einem Stimmenanteil von 85,9 % für fünf Jahre gewählt worden.
Mohrs Vorgänger Timo Harth hatte das Amt seit 2014 ausgeübt und kandidierte 2024 nicht erneut als Ortsbürgermeister. Zuletzt bei der Direktwahl am 26. Mai 2019 war er mit einem Stimmenanteil von 86,83 % in seinem Amt bestätigt worden.

### Wappen
Das Wappen der Gemeinde wurde 1967 in Zusammenarbeit mit dem damaligen Lehrer Straßenberg und dem Landesarchiv Speyer entworfen.
| Wappen von Jettenbach | Blasonierung: „In Grün ein silberner Schräglinkswellenbalken, oben rechts eine goldene Lyra, unten links ein goldenes Ährenbüschel (Wiesenlolch).“ |
| Wappen von Jettenbach | Wappenbegründung: Schrägwellenbalken und Ährenbüschel sind redende Bilder den Ortsnamen, denn getto oder jetto ist die althochdeutsche Form für Ährenbüschel oder Wiesenlolch. Die Lyra oder Leier weist Jettenbach als bekanntes pfälzisches Musikantendorf aus. Dieses Wappen wurde am 21. April 1967 durch das Ministerium des Innern in Mainz genehmigt. |

## Kultur

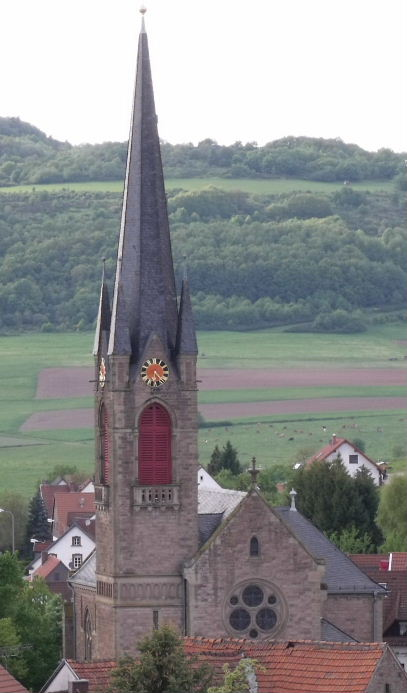
Jettenbacher Kirche („Musikantendom“)

### Kulturdenkmäler
Vor Ort existieren insgesamt zehn Objekte, die unter Denkmalschutz stehen.

### Vereine
- Der Gesangverein „Harmonie“ 1860 Jettenbach e. V. feierte im Jahr 2010 sein 150-jähriges Jubiläum und gehört zu den ältesten Vereinen im Kreis Kusel.
- Der mitgliederstärkste Verein in der Gemeinde ist der Turn- und Sportverein Jettenbach.
- Der Musikverein wurde 1882 gegründet. Er ist der zweitälteste Verein innerhalb des Landkreises Kusel und seit seiner Gründung durchgehend aktiv.
- Der Tischtennisverein Jettenbach (TTV) wurde 2007 gegründet.

## Wirtschaft und Infrastruktur

### Wirtschaft
Im Gemeindebereich wurde früher Bergbau betrieben. Darüber hinaus bildete Jettenbach ein Zentrum des Westpfälzer Wandermusikantentums. Zeitweise lebten in der Gemeinde mehr als 500 Musikanten.
Im Süden des Gemeindegebiets befanden sich ab 2001 die Windkraftanlagen Jettenbach, mittlerweile wurden sie abgebaut. Zudem existiert vor Ort ein Steinbruch der Basalt-Actien-Gesellschaft, der von den Südwestdeutschen Hartsteinwerken betrieben wird und in dem Kuselit abgebaut wird.

### Verkehr
Straße
Durch Jettenbach verlaufen die  Landesstraße 369, die von Eßweiler nach Schwedelbach führt und die  Landesstraße 370 von Friedelhausen nach Kreimbach-Kaulbach.
Im Osten verläuft die Bundesstraße 270.
Bahn
Im Zuge der Projektierung der Bachbahn, gab es Bestrebungen, die Strecke ab Weilerbach Richtung Norden über Jettenbach und Essweiler bis nach Offenbach am Glan zu führen. Diese setzten sich jedoch nicht durch. In Kreimbach-Kaulbach ist ein Bahnhof der Lautertalbahn.

### Tourismus

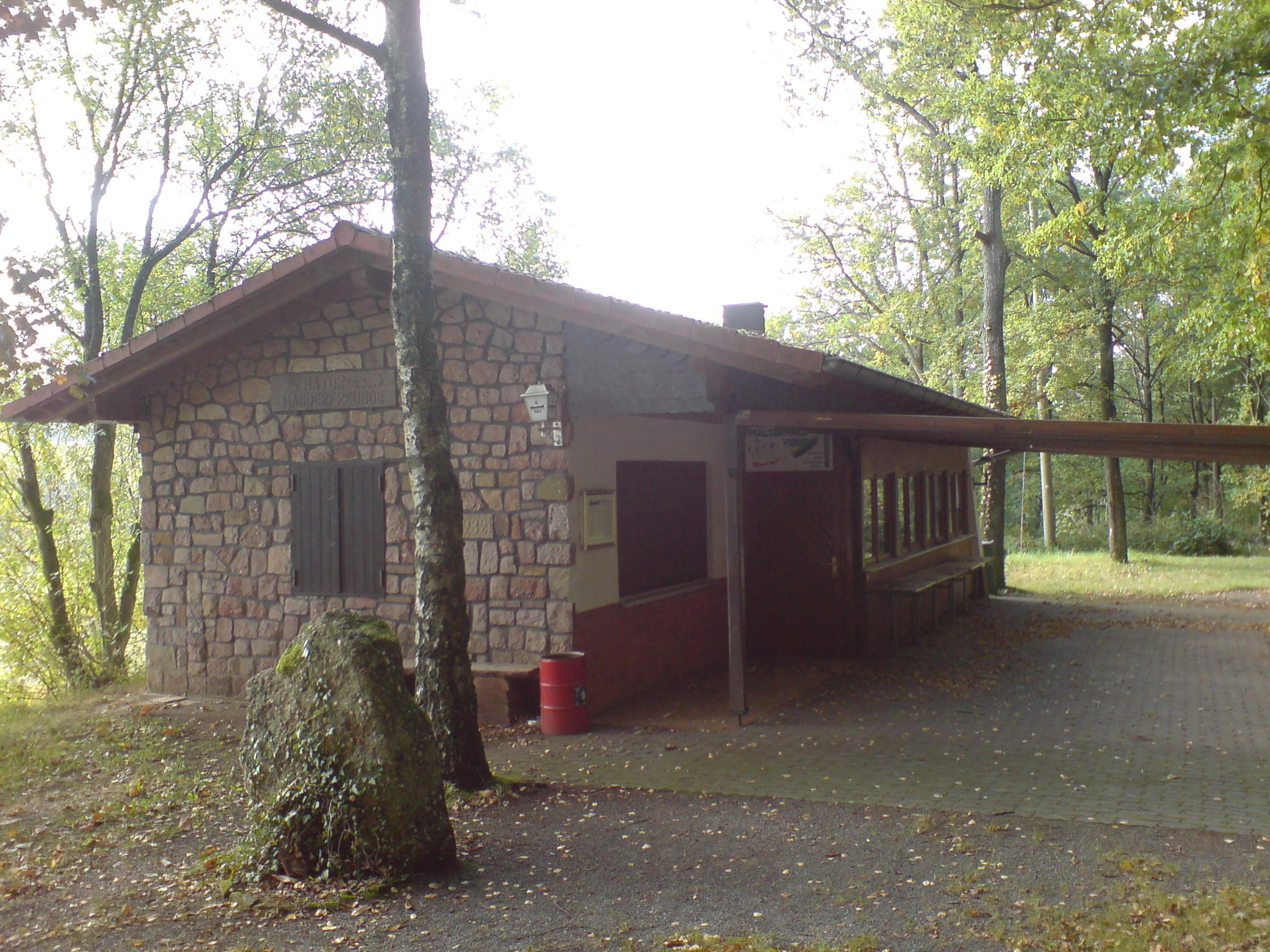
Korbuschhütte

Auf dem Gemeindegebiet befindet sich die Korbuschhütte, die von der Ortsgruppe des Pfälzerwald-Vereins betrieben wird.

## Persönlichkeiten

### Ehrenbürger
- Walter Hamm, langjähriger Ortsbürgermeister, ernannt 2018

### In Jettenbach geboren
- Hubertus Kilian (1827–1899), Musikant
- Ludwig Heinrich Hauber (1827–1902), Mäzen
- Karl Andreä (1841–1913), Politiker, Pädagoge und Autor

### Mit Jettenbach verbunden
- Detlef Bojak (* 1935), Politiker (SPD), saß ab 1964 im Gemeinderat.